# Manuel Iradier

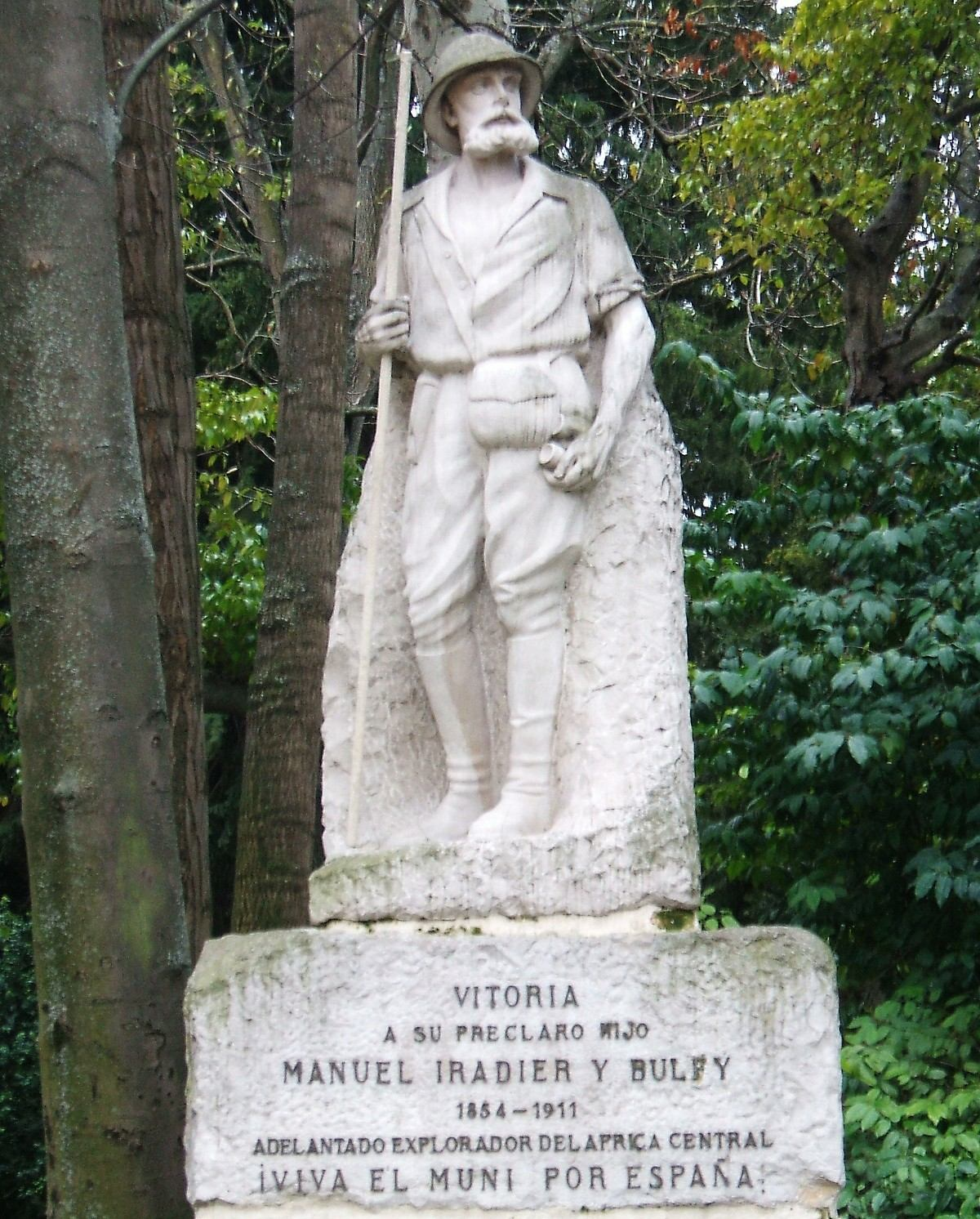
Monumento a Manuel Iradier em Vitoria

Manuel Iradier y Bulfy (Vitoria, Álava, 6 de julho de 1854 - Valsaín, Segovia, 19 de julho de 1911) foi um africanista e explorador espanhol.